# Kihmla
Kihmla is een plaats in de Estlandse gemeente Anija, provincie Harjumaa. De plaats heeft de status van dorp (Estisch: küla).

## Bevolking
Het dorp had 31 inwoners op 31 december 2011 en 28 inwoners op 31 december 2021.